# 华尔街商人政变
华尔街商人政变（英文：Business Plot 商业阴谋），也称作白宫政变（英文：White House Putsch），是指发生在1933年美国的一场企图推翻罗斯福政府并建立法西斯政权的一场未遂政变。
富兰克林·德拉诺·罗斯福总统就职后采取了一些列“新政”，有使财富由富人流向穷人的倾向，再加上废除金本位等政策，损害了华尔街商人的利益。于是这些商业大亨找到了退役军人斯梅德利·巴特勒，企图让他领导军队发动政变，推翻罗斯福政府。但巴特勒並没有这样做，而是将这场政变公之于众，商人们的计划也就破产了。

## 政变背景：罗斯福新政
罗斯福政府上台之后，采取了一些系列措施以缓解经济大萧条所带来的经济危机与社会矛盾。采取了整顿银行业和保护劳工利益等政策。
之前的胡佛政府一贯坚持金本位制的体系，然而这种政策在英国早在1931年9月就已被废除。由于货币贬值，英国商品比起美国同行的价格更低，这加剧了美国的经济困难。罗斯福总统上台之后，就通过一系列的行动，在1933年彻底将其废弃。罗斯福在就职的第三天下令所有银行停业整顿。3月9日，国会通过《紧急银行法》，该法宣布停止兑换黄金和出口黄金，授权联邦银行增发钞票以解决货币饥荒，并改造联邦储备银行以加强国家对银行的管理和控制。该法的实施使银行与金融秩序恢复了正常，人们恢复了对银行的信心。这令很多华尔街的保守商人和金本位体制的维护者感到失望。
新政的另一个重要政策便是劳工权益保障制度。制定了40美分每小时的最低工资标准，出台《联邦紧急救济法》并成立联邦紧急救济署，此后又将救济改成“以工代赈”，解决失业问题。促请国会通过“民间资源保护队计划”，吸收年轻人从事公共设施建设，此后还创立工程兴办署和全国青年总署，创造就业机会。但这项政策影响了很多行业的工资结构，并大大增加了劳动力成本，使商人们的利益受损。

## 政变策划：退役少将巴特勒
罗斯福新政的最初100天之后不久，华尔街的商业大亨们便坐不住了。他们必须阻止罗斯福的新政，以维护自己的利益。为此，他们不惜发动一场政变。
在最开始，政变得到了摩根和杜邦家族的资金支持，并且是在严格保密状态下组织起来的。政变策划者找到了一战的退伍军人前海军陆战队少将巴特勒，想让后者作为这次政变的领导者。他们之所以选择巴特勒，是因为巴特勒在军队中，特别是在老兵当中享有很高的声望。就在不久之前，巴特勒还在一次一战老兵向胡佛政府要补偿金的集体示威中表示过支持。政变策划者们认为巴特勒的声望对于政变至关重要，因为这会让军人们在这场企图推翻民主选举产生的总统的政变中没有罪恶感。
但这个计划明显是个错误，因为巴特勒之所以享有很高声誉，是因为他的内心中关注的是广大人民的利益，而并非少数华尔街商业精英。当政变策划者们找到他的时候，巴特勒假装支持这个计划，但却找准时机将政变的存在和细节公之于众。

## 政变失败：麦科马克-迪克斯坦委员会
1934年11月，巴特勒向公众披露了一场由华尔街主导的旨在推翻罗斯福总统的政变，并且一系列有关指控也被媒体披露出来。随后，一个叫做麦科马克-迪克斯坦委员会的特殊组织秘密听取了巴特勒的证词。该组织隶属于众议院，由众议员约翰·威廉·麦科马克和塞繆爾·迪克斯坦领导，是“众议院非美活动委员会”的前身。
巴特勒指控道，一些华尔街商人，组织了50万退伍军人，企图推翻罗斯福政府，建立法西斯独裁政权。他被麦克圭尔（英文：Gerald P. MacGuire）要求担当政变的领导者，而最终预定的独裁者却是另外一个人。这次政变得到了300万美元的资金支持，并且有50万退伍老兵可能会在明年在华盛顿集结。关于这一点，当时所有被指控跟政变有关联的人都不承认，他们认为这是玩笑和道听途说。
调查委员会也在报告中承认，由于没能审问到除了麦克圭尔之外的人，掌握的证据不足以证明巴特勒证词。因为没有进一步的调查和取证，历史学家也一直争论当时到底有没有一场将要发起的军事政变。
委员会在公开的调查报告中抹去了一些具有影响力的商人的名字，因为这些商人对于众议院有很大的影响力。甚至连当时的媒体，也在受这些商人的影响，没能报道事件的全部真相。所以直到今天，政变的细节仍然很少被公众所知道。

## 改編電影
這場華爾街商人政變啟發了1977年電視電影《The November Plan》，也啟發2022年喜劇懸疑電影《阿姆斯特丹》，該片由美國導演大衛·歐·羅素編劇和執導。